# Família Nisa
A família Nisa são um grupo de asteroides no cinturão principal orbitando o Sol entre 2,41 e 2,5 UA, Os asteroides sesta família tem excentricidades entre 0,12 e 0,21 e inclinações de 1,4-4,3, A família tem o seu nome derivado a partir do seu membro mais maciço, 44 Nisa. Também é conhecido como família Hertha, em homenagem a 135 Hertha.

## Subgrupos
Os asteroides neste complexo são tipicamente divididos nos subgrupos pedregosos de Nisa e carbonáceos Polana, duas famílias mineralogicamente diferentes:
- O subgrupo Nisa é formado por asteroides muito mais brilhante do tipo S (ou seja, a família Nisa, no sentido mais restrito) inclui 44 Nisa e 135 Hertha.
- No subgrupo de baixo albedo do complexo encontra-se a família Polana, uma família de asteroides escuros do tipo F nomeados em homenagem a 142 Polana, o maior asteroide nesta seção.[3]
- Mais recentemente, uma família adicional, a família Eulália também foi identificada dentro deste subgrupo.[2][4]

## Asteroides da família Nisa
| Nome             | a     | e     | i      |
| ---------------- | ----- | ----- | ------ |
| 44 Nisa          | 2,423 | 0,149 | 3,703° |
| 135 Hertha       | 2,428 | 0,206 | 2,306° |
| 142 Polana       | 2,418 | 0,136 | 2,238° |
| 750 Oskar        | 2,444 | 0,130 | 3,952° |
| 2984 Chaucer     | 2,470 | 0,135 | 3,054° |
| 2391 Tomita      |       |       |        |
| 2509 Chukotka    |       |       |        |
| 2710 Veverka     |       |       |        |
| 3048 Guangzhou   |       |       |        |
| 3069 Heyrovsky   |       |       |        |
| 3172 Hirst       |       |       |        |
| 3467 Bernheim    | 2,409 | 0,149 | 4,112° |
| 3952 Russellmark |       |       |        |
| 4797 Ako         |       |       |        |
| 5075 Goryachev   |       |       |        |
| 5394 Jurgens     |       |       |        |
| 7629 Foros       |       |       |        |
| 9922 Catcheller  | 2,402 | 0,190 | 2,492° |